# Karl Alexander Schmidt
Karl Alexander Schmidt (* 26. November 1811 in Trier; † 26. Oktober 1865 in Saarburg) war ein deutscher Priester und Abgeordneter im Preußischen Abgeordnetenhaus.

## Leben
Nach dem Besuch eines Trierer Gymnasiums, das er 1829 mit dem Abitur abschloss, begann er ein Studium der Philosophie und der Katholischen Theologie. Nachdem er am 28. Mai 1834 seine Priesterweihe erhalten hatte, ging er nach Saarburg, wo er bis zum Jahr 1839 als Kaplan wirkte. Seine weiteren Lebensstationen waren anschließend von 1839 bis 1846 als Pfarrer in Lieser, dann ab dem 21. März 1846 wieder als Pfarrer in Cochem und ab 1849 ebenda als Dechant. Am 19. September 1860 ging er als Pfarrer zurück nach Saarburg und wurde dort im Folgejahr Dechant.

## Politik
Von 1852 bis 1853 wurde Schmidt als Vertreter des Wahlkreises 4 (Bad Kreuznach-Simmern-Zell) als Abgeordneter in das Preußische Abgeordnetenhaus gewählt. Politisch wurde Schmidt, der Mitglied der katholischen Partei war, während seiner Amtszeit von der Regierungsseite als sehr gemäßigt oppositionell angesehen. In Berlin zählte Schmidt weiterhin zu den Mitbegründern der Katholischen Fraktion. 1856 wurde er nochmals in das Abgeordnetenhaus für den Wahlkreis 5 (Cochem-Mayen) gewählt, schied dort jedoch am 31. Dezember 1856 wieder aus.